# Aichholzhof (Weissach im Tal)
Der Aichholzhof ist ein zum Ortsteil Unterweissach gehörender Weiler der Gemeinde Weissach im Tal im baden-württembergischen Rems-Murr-Kreis. Der Ort entstand im 18. Jahrhundert aus einem Einzelgehöft.

## Lage
Der Aichholzhof liegt nördlich der Kreisstraße K 1908 und ist baulich mit dem Weiler Viehhaus zusammengewachsen. Der kleine Ort hat vier Straßen (Aichholzhofweg, Höhenweg, Seeberg und Schönblick) und umfasst etwa 35 Hausnummern. Umliegende Ortschaften sind die Dörfer Unterweissach im Nordwesten, Unterbrüden im Nordosten, Oberweissach im Osten, Cottenweiler im Süden und die Seemühle im Westen. Unmittelbar südlich des Orts fließt die Weißach.
Östlich des Weilers liegt das Naturschutzgebiet Seegut-Semmlersberg.

## Geschichte
Für die Annahme, dass es sich bei dem Aichholzhof um eine neuere Ansiedlung handelt, spricht die Tatsache, dass der Hof in den älteren Kartenwerken von Gadner (16. Jahrhundert), Kieser (17. Jahrhundert) fehlt. Auch im „Seehbuch“ des Jacob Ramminger findet sich noch kein Hinweis auf eine Ansiedlung nördlich des Weissacher Sees. Erstmals urkundlich erwähnt wird der Ort als Aichholtzhoff in einem Urbar von 1702. Im 19. Jahrhundert wurde die Siedlung auch nur „Aichholz“ genannt. Der Name setzt sich aus den Worten Eich für Eiche und Holz für Wald zusammen. Der Ortsname bedeutet also „Hof bei dem Eichenwald“. Nordöstlich des Weilers befindet sich die Flurbezeichnung Eichhölzle, die an einen längst verschwundenen, kleinen Eichenwald erinnert. Administrativ und kirchlich gehörte der kleine Ort stets zur Schultheißerei beziehungsweise Pfarrei Unterweissach. Durch Ausweisung eines Neubaugebiets ist der Aichholzhof in den 1960er Jahren in östliche Richtung stark gewachsen. In dem Weiler befindet sich das Gerätehaus der freiwilligen Feuerwehr der Gemeinde Weissach im Tal. Das Gebiet Seegut-Semmlersberg wurde 1999 von Regierungspräsident Udo Andriof zum Naturschutzgebiet erklärt.

### Einwohnerentwicklung
- 1871: 36 Einwohner[4]